# Stenalia jendeki
Stenalia jendeki là một loài bọ cánh cứng trong họ Mordellidae. Loài này được Horák miêu tả khoa học năm 2006.